# Мексикано-финляндские отношения
Мексикано-финляндские отношения — двусторонние дипломатические отношения между Мексикой и Финляндией. Обе страны являются полноправными членами Организации экономического сотрудничества и развития и ООН.

## История
13 июля 1920 г. Мексика признала независимость Финляндии от России. После подписания договора о дружбе между Финляндией и Мексикой в 1936 году в Вашингтоне, округ Колумбия обе страны официально установили дипломатические отношения 2 октября 1936 года. Через несколько лет после Второй мировой войны в 1949 году обе страны официально аккредитовали послов стран друг друга. Первое Мексиканское посольство, аккредитованное в Финляндии, было в Стокгольме, когда первое Финляндское посольство, аккредитованное в Мексике было в Вашингтоне, округ Колумбия. В 1964 году были основаны посольства в столицах друг друга.
В 1983 году было подписано соглашение о межкультурных обменах между двумя странами.

## Официальные визиты
Президентские визиты из Финляндии в Мексику
- Президент Мартти Ахтисаари (февраль 1999)
- Президент Тарья Халонен (март 2002)
- Президент Саули Нийнистё (Май 2015)

Мексиканские президенты еще не посещали Финляндию.

## Торговля
В 1997 году Мексика подписала соглашение о свободной торговли с Европейским союзом (в который входит Финляндия). После подписания соглашения объём двухсторонней торговли резко возрос. В 2014 году объём двухсторонней торговли составил 756 млн долларов США. За период 1999—2012 годов Финляндские компании инвестировали в Мексику более 676 млн долларов. Финляндия является пятнадцатым по размеру торговым партнером Мексики в ЕС.

## Резиденции дипломатических миссий
- Финляндия имеет посольство в Мехико.[8]
- Мексика имеет посольство в Хельсинки.[9]